# Ставки (Николаевская область)
Ставки (укр. Ставки) — село в Веселиновском районе Николаевской области Украины.
Основано в 1833 году. Население по переписи 2001 года составляло 611 человек. Почтовый индекс — 57050. Телефонный код — 5163. Занимает площадь 1,638 км².

## История
Лютеранское село Ватерлоо основано в 1833 г. Основатели — 44 семьи из Вюртемберга, Бадена, Пфальца, Польши, Австрии. Названо в честь битвы под Ватерлоо в 1815 г. В 1840 году часть жителей выехало в Сербию. В марте 1944 г. жители немецкой национальности выселены в Вартегау.
В 1946 году указом ПВС УССР село Ватерлоо переименовано в Ставки.

## Местный совет
57050, Николаевская обл., Веселиновский р-н, с. Ставки, ул. Степная, 12